# Le Breuil-Bernard
Le Breuil-Bernard ist eine Commune déléguée in der französischen Gemeinde Moncoutant-sur-Sèvre im Département Deux-Sèvres in der Region Nouvelle-Aquitaine. Sie hat 517 Einwohner (Stand: 1. Januar 2022).
Die Gemeinde Le Breuil-Bernard wurde am 1. Januar 2019 mit La Chapelle-Saint-Étienne, Moncoutant, Moutiers-sous-Chantemerle, Pugny und Saint-Jouin-de-Milly zur Commune nouvelle Moncoutant-sur-Sèvre zusammengeschlossen. Sie hat seither den Status einer Commune déléguée. Die Gemeinde Le Breuil-Bernard gehörte zum Arrondissement Parthenay sowie zum Kanton Cerizay.

## Geographie
Le Breuil-Bernard liegt etwa 13 Kilometer südsüdwestlich des Stadtzentrums von Bressuire. Umgeben wurde die Gemeinde Le Breuil-Bernard von den Nachbargemeinden Moncoutant im Westen und Norden, Pugny im Osten, Largeasse im Südosten und Süden, La Chapelle-Saint-Étienne im Süden sowie Moutiers-sous-Chantemerle im Südwesten.

## Bevölkerungsentwicklung
| Jahr      | 1962 | 1968 | 1975 | 1982 | 1990 | 1999 | 2006 | 2013 |
| Einwohner | 445  | 402  | 358  | 384  | 445  | 419  | 459  | 498  |